# Giuseppe's Good Fortune
Giuseppe's Good Fortune è un cortometraggio muto del 1912. Il nome del regista non viene riportato.

## Produzione
Il film fu prodotto dalla Essanay Film Manufacturing Company.

## Distribuzione
Distribuito dalla General Film Company, il film - un cortometraggio a una bobina - uscì nelle sale cinematografiche USA il 20 dicembre 1912.
Il film viene citato in Moving Picture World (14 dicembre 1912).